# Cinco de Mayo, Hidalgo
Cinco de Mayo är en ort i Mexiko.   Den ligger i kommunen Hidalgo och delstaten Tamaulipas, i den centrala delen av landet, 500 km norr om huvudstaden Mexico City. Cinco de Mayo ligger 360 meter över havet och antalet invånare är 188.
Terrängen runt Cinco de Mayo är huvudsakligen platt, men åt sydväst är den kuperad. Terrängen runt Cinco de Mayo sluttar österut. Runt Cinco de Mayo är det glesbefolkat, med 9 invånare per kvadratkilometer. Närmaste större samhälle är San Francisco, 15,3 km sydost om Cinco de Mayo. Omgivningarna runt Cinco de Mayo är en mosaik av jordbruksmark och naturlig växtlighet.